# Nectria leptosphaeriae
Nectria leptosphaeriae är en svampart som beskrevs av Niessl 1886. Nectria leptosphaeriae ingår i släktet Nectria och familjen Nectriaceae.   Inga underarter finns listade i Catalogue of Life.
I den svenska databasen Dyntaxa används istället namnet Cosmospora leptosphaeriae för samma taxon.  Arten är reproducerande i Sverige.